# Rotundata octopunctata
Rotundata octopunctata är en insektsart som beskrevs av Zhang 1989. Rotundata octopunctata ingår i släktet Rotundata och familjen dvärgstritar. Inga underarter finns listade i Catalogue of Life.